# 2000–2001-es UEFA-bajnokok ligája
A 2000–2001-es UEFA-bajnokok ligája a legrangosabb európai nemzetközi labdarúgókupa, mely jelenlegi nevén 9., jogelődjeivel együttvéve 46. alkalommal került kiírásra. A döntőnek a milánói San Siro adott otthont. A döntőt a német Bayern München nyerte a Valenciával szemben. A Bayern története 4. BEK/BL-címét szerezte.

## Csapatok
A 2000–2001-es UEFA-bajnokok ligájában az alábbi 72 csapat vett részt.
| Csoportkör            | Csoportkör          | Csoportkör          | Csoportkör              |
| --------------------- | ------------------- | ------------------- | ----------------------- |
| Manchester United     | Real Madrid         | Paris Saint-Germain | SC Heerenveen           |
| Arsenal               | FC Barcelona        | Bayern München      | Olimbiakósz             |
| Juventus              | Deportivo La Coruña | Bayer Leverkusen    | Sporting CP             |
| Lazio                 | AS Monaco           | PSV Eindhoven       | Szpartak Moszkva        |
| Harmadik selejtezőkör |                     |                     |                         |
| Leeds United          | Hamburg             | Sparta Praha        | Panathinaikósz          |
| Valencia CF           | 1860 München        | Galatasaray SK      | Dinamo Zagreb           |
| AC Milan              | Feyenoord           | Herfølge            | Tirol Innsbruck         |
| Internazionale        | FC Porto            | FC St. Gallen       | Dinamo Kijiv            |
| Olympique Lyonnais    | Lokomotyiv Moszkva  |                     |                         |
| Második selejtezőkör  |                     |                     |                         |
| Dinamo București      | Brøndby IF          | Inter Bratislava    | Slavia Praha            |
| Hajduk Split          | Beşiktaş JK         | Sturm Graz          | Polonia Warszawa        |
| Rangers               | NK Maribor          | Anderlecht          | Dunaferr                |
| Torpedo Kutaiszi      | Rosenborg           | Helsingborgs IF     | Hapóél Tel-Aviv         |
| Anórthoszisz          | Sahtar Doneck       |                     |                         |
| Első selejtezőkör     |                     |                     |                         |
| Crvena zvezda         | Skonto              | Zimbru Chișinău     | Birkirkara              |
| Levszki Szofija       | KF Tirana           | F91 Dudelange       | Shelbourne              |
| Haka                  | Linfield            | Sloga Jugomagnat    | Total Network Solutions |
| KÍ Klaksvík           | KR Reykjavík        | Sirak               | Levadia                 |
| Şəmkir FK             | FBK Kaunas          | BATE Bariszav       | NK Brotnjo              |

## Selejtezők
A selejtezőket három fordulóban bonyolították le 2000. július 12. és augusztus 23. között. A selejtezőben 56 csapat vett részt.

### 1. selejtezőkör
Az első selejtezőkör párosításainak győztesei a második selejtezőkörbe jutottak, a vesztesek kiestek. Az első mérkőzéseket 2000. július 12-én, a visszavágókat július 19-én játszották.
| 1. csapat               | Össz.Tooltip Aggregate score | 2. csapat       | 1. mérk. | 2. mérk.   |
| ----------------------- | ---------------------------- | --------------- | -------- | ---------- |
| Birkirkara              | 2–6                          | KR Reykjavík    | 1–2      | 1–4        |
| F91 Dudelange           | 0–6                          | Levszki Szofija | 0–4      | 0–2        |
| Haka                    | 2–2 (i.g.)                   | Linfield        | 1–0      | 1–2        |
| KÍ Klaksvík             | 0–5                          | Crvena zvezda   | 0–3      | 0–2        |
| Total Network Solutions | 2–6                          | Levadia         | 2–2      | 0–4        |
| Sirak                   | 2–3                          | BATE Bariszav   | 1–1      | 1–2        |
| Skonto                  | 3–5                          | Şəmkir FK       | 2–1      | 1–4 (h.u.) |
| Sloga Jugomagnat        | 1–2                          | Shelbourne      | 0–1      | 1–1        |
| KF Tirana               | 4–6                          | Zimbru Chișinău | 2–3      | 2–3        |
| FBK Kaunas              | 4–3                          | NK Brotnjo      | 4–0      | 0–3        |

### 2. selejtezőkör
A 2. selejtezőkör párosításainak győztesei a 3. selejtezőkörbe jutottak, a vesztesek kiestek. Az első mérkőzéseket 2000. július 26-án, a visszavágókat augusztus 2-án játszották.
| 1. csapat        | Össz.Tooltip Aggregate score | 2. csapat        | 1. mérk. | 2. mérk.   |
| ---------------- | ---------------------------- | ---------------- | -------- | ---------- |
| Anderlecht       | 4–2                          | Anórthoszisz     | 4–2      | 0–0        |
| Beşiktaş JK      | 2–1                          | Levszki Szofija  | 1–0      | 1–1        |
| Brøndby IF       | 3–1                          | KR Reykjavík     | 3–1      | 0–0        |
| Dinamo București | 4–7                          | Polonia Warszawa | 3–4      | 1–3        |
| Rangers          | 4–1                          | FBK Kaunas       | 4–1      | 0–0        |
| Haka             | 0–1                          | Inter Bratislava | 0–0      | 0–1 (h.u.) |
| Helsingborgs IF  | 3–0                          | BATE Bariszav    | 0–0      | 3–0        |
| Crvena zvezda    | 4–2                          | Torpedo Kutaiszi | 4–0      | 0–2        |
| Sahtar Doneck    | 9–2                          | Levadia          | 4–1      | 5–1        |
| SK Slavia Praha  | 5–1                          | Şəmkir FK        | 1–0      | 4–1        |
| Shelbourne       | 2–4                          | Rosenborg        | 1–3      | 1–1        |
| Sturm Graz       | 5–1                          | Hapóél Tel-Aviv  | 3–0      | 2–1        |
| Zimbru Chișinău  | 2–1                          | NK Maribor       | 2–0      | 0–1        |
| Hajduk Split     | 2–4                          | Dunaferr         | 0–2      | 2–2        |

### 3. selejtezőkör
A 3. selejtezőkör párosításainak győztesei a csoportkörbe jutottak, a vesztesek az UEFA-kupa első fordulójába kerültek. Az első mérkőzéseket 2000. augusztus 7-én, 8-án és 9-én, a visszavágókat augusztus 22-én és 23-án játszották.
| 1. csapat        | Össz.Tooltip Aggregate score | 2. csapat          | 1. mérk. | 2. mérk.   |
| ---------------- | ---------------------------- | ------------------ | -------- | ---------- |
| Tirol Innsbruck  | 1–4                          | Valencia CF        | 0–0      | 1–4        |
| Zimbru Chișinău  | 0–2                          | Sparta Praha       | 0–1      | 0–1        |
| Brøndby IF       | 0–2                          | Hamburger SV       | 0–2      | 0–0        |
| Helsingborgs IF  | 1–0                          | Internazionale     | 1–0      | 0–0        |
| Beşiktaş JK      | 6–1                          | Lokomotyiv Moszkva | 3–0      | 3–1        |
| Inter Bratislava | 2–4                          | Olympique Lyonnais | 1–2      | 1–2        |
| Anderlecht       | 1–0                          | FC Porto           | 1–0      | 0–0        |
| Herfølge         | 0–6                          | Rangers            | 0–3      | 0–3        |
| Dinamo Kijiv     | 1–1 (i.g.)                   | Crvena zvezda      | 0–0      | 1–1        |
| Polonia Warszawa | 3–4                          | Panathinaikósz     | 2–2      | 1–2        |
| Leeds United     | 3–1                          | 1860 München       | 2–1      | 1–0        |
| Sturm Graz       | 3–2                          | Feyenoord          | 2–1      | 1–1        |
| Dunaferr         | 3–4                          | Rosenborg          | 2–2      | 1–2        |
| FC St. Gallen    | 3–4                          | Galatasaray SK     | 1–2      | 2–2        |
| AC Milan         | 6–1                          | Dinamo Zagreb      | 3–1      | 3–0        |
| Sahtar Doneck    | 2–1                          | Slavia Praha       | 0–1      | 2–0 (h.u.) |

## Első csoportkör
A csoportkörben 32 csapat vett részt, a sorsoláskor nyolc darab négycsapatos csoportot képeztek. A csoportokban a csapatok körmérkőzéses, oda-visszavágós rendszerben mérkőztek meg egymással. A csoportok első  két helyezettje a második csoportkörbe jutott. A harmadik helyezettek az UEFA-kupa harmadik fordulójába kerültek. A negyedik helyezettek kiestek.

### A csoport
| Hely. | Csapat           | M | Gy | D | V | G+ | G– | Gk  | P  | Továbbjutás                         |  | RMA | SPM | LEV | SPO |
| ----- | ---------------- | - | -- | - | - | -- | -- | --- | -- | ----------------------------------- |  | --- | --- | --- | --- |
| 1.    | Real Madrid      | 6 | 4  | 1 | 1 | 15 | 8  | +7  | 13 | Továbbjutott a második csoportkörbe |  | —   | 1–0 | 5–3 | 4–0 |
| 2.    | Szpartak Moszkva | 6 | 4  | 0 | 2 | 9  | 3  | +6  | 12 | Továbbjutott a második csoportkörbe |  | 1–0 | —   | 2–0 | 3–1 |
| 3.    | Bayer Leverkusen | 6 | 2  | 1 | 3 | 9  | 12 | −3  | 7  | Átkerült az UEFA-kupába             |  | 2–3 | 1–0 | —   | 3–2 |
| 4.    | Sporting CP      | 6 | 0  | 2 | 4 | 5  | 15 | −10 | 2  |                                     |  | 2–2 | 0–3 | 0–0 | —   |

### B csoport
| Hely. | Csapat        | M | Gy | D | V | G+ | G– | Gk | P  | Továbbjutás                         |  | ARS | LAZ | SHK | SPP |
| ----- | ------------- | - | -- | - | - | -- | -- | -- | -- | ----------------------------------- |  | --- | --- | --- | --- |
| 1.    | Arsenal       | 6 | 4  | 1 | 1 | 11 | 8  | +3 | 13 | Továbbjutott a második csoportkörbe |  | —   | 2–0 | 3–2 | 4–2 |
| 2.    | Lazio         | 6 | 4  | 1 | 1 | 13 | 4  | +9 | 13 | Továbbjutott a második csoportkörbe |  | 1–1 | —   | 5–1 | 3–0 |
| 3.    | Sahtar Doneck | 6 | 2  | 0 | 4 | 10 | 15 | −5 | 6  | Átkerült az UEFA-kupába             |  | 3–0 | 0–3 | —   | 2–1 |
| 4.    | Sparta Praha  | 6 | 1  | 0 | 5 | 6  | 13 | −7 | 3  |                                     |  | 0–1 | 0–1 | 3–2 | —   |

### C csoport
| Hely. | Csapat             | M | Gy | D | V | G+ | G– | Gk | P  | Továbbjutás                         |  | VAL | LYO | OLY | HVN |
| ----- | ------------------ | - | -- | - | - | -- | -- | -- | -- | ----------------------------------- |  | --- | --- | --- | --- |
| 1.    | Valencia CF        | 6 | 4  | 1 | 1 | 7  | 4  | +3 | 13 | Továbbjutott a második csoportkörbe |  | —   | 1–0 | 2–1 | 1–1 |
| 2.    | Olympique Lyonnais | 6 | 3  | 0 | 3 | 8  | 6  | +2 | 9  | Továbbjutott a második csoportkörbe |  | 1–2 | —   | 1–0 | 3–1 |
| 3.    | Olimbiakósz        | 6 | 3  | 0 | 3 | 6  | 5  | +1 | 9  | Átkerült az UEFA-kupába             |  | 1–0 | 2–1 | —   | 2–0 |
| 4.    | SC Heerenveen      | 6 | 1  | 1 | 4 | 3  | 9  | −6 | 4  |                                     |  | 0–1 | 0–2 | 1–0 | —   |

### D csoport
| Hely. | Csapat         | M | Gy | D | V | G+ | G– | Gk | P  | Továbbjutás                         |  | STM | GAL | RAN | MON |
| ----- | -------------- | - | -- | - | - | -- | -- | -- | -- | ----------------------------------- |  | --- | --- | --- | --- |
| 1.    | Sturm Graz     | 6 | 3  | 1 | 2 | 9  | 12 | −3 | 10 | Továbbjutott a második csoportkörbe |  | —   | 3–0 | 2–0 | 2–0 |
| 2.    | Galatasaray SK | 6 | 2  | 2 | 2 | 10 | 13 | −3 | 8  | Továbbjutott a második csoportkörbe |  | 2–2 | —   | 3–2 | 3–2 |
| 3.    | Rangers        | 6 | 2  | 2 | 2 | 10 | 7  | +3 | 8  | Átkerült az UEFA-kupába             |  | 5–0 | 0–0 | —   | 2–2 |
| 4.    | AS Monaco      | 6 | 2  | 1 | 3 | 13 | 10 | +3 | 7  |                                     |  | 5–0 | 4–2 | 0–1 | —   |

### E csoport
| Hely. | Csapat              | M | Gy | D | V | G+ | G– | Gk | P  | Továbbjutás                         |  | DEP | PAN | HAM | JUV |
| ----- | ------------------- | - | -- | - | - | -- | -- | -- | -- | ----------------------------------- |  | --- | --- | --- | --- |
| 1.    | Deportivo La Coruña | 6 | 2  | 4 | 0 | 6  | 4  | +2 | 10 | Továbbjutott a második csoportkörbe |  | —   | 1–0 | 2–1 | 1–1 |
| 2.    | Panathinaikósz      | 6 | 2  | 2 | 2 | 6  | 5  | +1 | 8  | Továbbjutott a második csoportkörbe |  | 1–1 | —   | 0–0 | 3–1 |
| 3.    | Hamburger SV        | 6 | 1  | 3 | 2 | 9  | 9  | 0  | 6  | Átkerült az UEFA-kupába             |  | 1–1 | 0–1 | —   | 4–4 |
| 4.    | Juventus            | 6 | 1  | 3 | 2 | 9  | 12 | −3 | 6  |                                     |  | 0–0 | 2–1 | 1–3 | —   |

### F csoport
| Hely. | Csapat              | M | Gy | D | V | G+ | G– | Gk | P  | Továbbjutás                         |  | BAY | PAR | ROS | HEL |
| ----- | ------------------- | - | -- | - | - | -- | -- | -- | -- | ----------------------------------- |  | --- | --- | --- | --- |
| 1.    | Bayern München      | 6 | 3  | 2 | 1 | 9  | 4  | +5 | 11 | Továbbjutott a második csoportkörbe |  | —   | 2–0 | 3–1 | 0–0 |
| 2.    | Paris Saint-Germain | 6 | 3  | 1 | 2 | 14 | 9  | +5 | 10 | Továbbjutott a második csoportkörbe |  | 1–0 | —   | 7–2 | 4–1 |
| 3.    | Rosenborg           | 6 | 2  | 1 | 3 | 13 | 15 | −2 | 7  | Átkerült az UEFA-kupába             |  | 1–1 | 3–1 | —   | 6–1 |
| 4.    | Helsingborgs IF     | 6 | 1  | 2 | 3 | 6  | 14 | −8 | 5  |                                     |  | 1–3 | 1–1 | 2–0 | —   |

### G csoport
| Hely. | Csapat            | M | Gy | D | V | G+ | G– | Gk | P  | Továbbjutás                         |  | AND | MUN | PSV | DKV |
| ----- | ----------------- | - | -- | - | - | -- | -- | -- | -- | ----------------------------------- |  | --- | --- | --- | --- |
| 1.    | Anderlecht        | 6 | 4  | 0 | 2 | 11 | 14 | −3 | 12 | Továbbjutott a második csoportkörbe |  | —   | 2–1 | 1–0 | 4–2 |
| 2.    | Manchester United | 6 | 3  | 1 | 2 | 11 | 7  | +4 | 10 | Továbbjutott a második csoportkörbe |  | 5–1 | —   | 3–1 | 1–0 |
| 3.    | PSV Eindhoven     | 6 | 3  | 0 | 3 | 9  | 9  | 0  | 9  | Átkerült az UEFA-kupába             |  | 2–3 | 3–1 | —   | 2–1 |
| 4.    | Dinamo Kijiv      | 6 | 1  | 1 | 4 | 7  | 8  | −1 | 4  |                                     |  | 4–0 | 0–0 | 0–1 | —   |

### H csoport
| Hely. | Csapat       | M | Gy | D | V | G+ | G– | Gk  | P  | Továbbjutás                         |  | MIL | LEE | BAR | BES |
| ----- | ------------ | - | -- | - | - | -- | -- | --- | -- | ----------------------------------- |  | --- | --- | --- | --- |
| 1.    | AC Milan     | 6 | 3  | 2 | 1 | 12 | 6  | +6  | 11 | Továbbjutott a második csoportkörbe |  | —   | 1–1 | 3–3 | 4–1 |
| 2.    | Leeds United | 6 | 2  | 3 | 1 | 9  | 6  | +3  | 9  | Továbbjutott a második csoportkörbe |  | 1–0 | —   | 1–1 | 6–0 |
| 3.    | FC Barcelona | 6 | 2  | 2 | 2 | 13 | 9  | +4  | 8  | Átkerült az UEFA-kupába             |  | 0–2 | 4–0 | —   | 5–0 |
| 4.    | Beşiktaş JK  | 6 | 1  | 1 | 4 | 4  | 17 | −13 | 4  |                                     |  | 0–2 | 0–0 | 3–0 | —   |

## Második csoportkör
A második csoportkörben az a 16 csapat vett részt, amelyek az első csoportkör során a saját csoportjuk első két helyének valamelyikén végeztek. A csoportokban a csapatok körmérkőzéses, oda-visszavágós rendszerben mérkőztek meg egymással. A csoportok első két helyezettje az egyenes kieséses szakaszba jutott. A harmadik és negyedik helyezettek kiestek.

### A csoport
| Hely. | Csapat            | M | Gy | D | V | G+ | G– | Gk | P  | Továbbjutás                                |     | VAL | MUN | STM | PAN |
| ----- | ----------------- | - | -- | - | - | -- | -- | -- | -- | ------------------------------------------ | --- | --- | --- | --- | --- |
| 1.    | Valencia CF       | 6 | 3  | 3 | 0 | 10 | 2  | +8 | 12 | Továbbjutott az egyenes kieséses szakaszba |     | —   | 0–0 | 2–0 | 2–1 |
| 2.    | Manchester United | 6 | 3  | 3 | 0 | 10 | 3  | +7 | 12 | Továbbjutott az egyenes kieséses szakaszba |     | 1–1 | —   | 3–0 | 3–1 |
| 3.    | Sturm Graz        | 6 | 2  | 0 | 4 | 4  | 13 | −9 | 6  |                                            |     | 0–5 | 0–2 | —   | 2–0 |
| 4.    | Panathinaikósz    | 6 | 0  | 2 | 4 | 4  | 10 | −6 | 2  |                                            | 0–0 | 1–1 | 1–2 | —   |     |

### B csoport
| Hely. | Csapat              | M | Gy | D | V | G+ | G– | Gk | P  | Továbbjutás                                |     | DEP | GAL | MIL | PAR |
| ----- | ------------------- | - | -- | - | - | -- | -- | -- | -- | ------------------------------------------ | --- | --- | --- | --- | --- |
| 1.    | Deportivo La Coruña | 6 | 3  | 1 | 2 | 10 | 7  | +3 | 10 | Továbbjutott az egyenes kieséses szakaszba |     | —   | 2–0 | 0–1 | 4–3 |
| 2.    | Galatasaray SK      | 6 | 3  | 1 | 2 | 6  | 6  | 0  | 10 | Továbbjutott az egyenes kieséses szakaszba |     | 1–0 | —   | 2–0 | 1–0 |
| 3.    | AC Milan            | 6 | 1  | 4 | 1 | 6  | 7  | −1 | 7  |                                            |     | 1–1 | 2–2 | —   | 1–1 |
| 4.    | Paris Saint-Germain | 6 | 1  | 2 | 3 | 8  | 10 | −2 | 5  |                                            | 1–3 | 2–0 | 1–1 | —   |     |

### C csoport
| Hely. | Csapat             | M | Gy | D | V | G+ | G– | Gk | P  | Továbbjutás                                |     | BAY | ARS | LYO | SPM |
| ----- | ------------------ | - | -- | - | - | -- | -- | -- | -- | ------------------------------------------ | --- | --- | --- | --- | --- |
| 1.    | Bayern München     | 6 | 4  | 1 | 1 | 8  | 5  | +3 | 13 | Továbbjutott az egyenes kieséses szakaszba |     | —   | 1–0 | 1–0 | 1–0 |
| 2.    | Arsenal            | 6 | 2  | 2 | 2 | 6  | 8  | −2 | 8  | Továbbjutott az egyenes kieséses szakaszba |     | 2–2 | —   | 1–1 | 1–0 |
| 3.    | Olympique Lyonnais | 6 | 2  | 2 | 2 | 8  | 4  | +4 | 8  |                                            |     | 3–0 | 0–1 | —   | 3–0 |
| 4.    | Szpartak Moszkva   | 6 | 1  | 1 | 4 | 5  | 10 | −5 | 4  |                                            | 0–3 | 4–1 | 1–1 | —   |     |

### D csoport
| Hely. | Csapat       | M | Gy | D | V | G+ | G– | Gk | P  | Továbbjutás                                |     | RMA | LEE | AND | LAZ |
| ----- | ------------ | - | -- | - | - | -- | -- | -- | -- | ------------------------------------------ | --- | --- | --- | --- | --- |
| 1.    | Real Madrid  | 6 | 4  | 1 | 1 | 14 | 9  | +5 | 13 | Továbbjutott az egyenes kieséses szakaszba |     | —   | 3–2 | 4–1 | 3–2 |
| 2.    | Leeds United | 6 | 3  | 1 | 2 | 12 | 10 | +2 | 10 | Továbbjutott az egyenes kieséses szakaszba |     | 0–2 | —   | 2–1 | 3–3 |
| 3.    | Anderlecht   | 6 | 2  | 0 | 4 | 7  | 12 | −5 | 6  |                                            |     | 2–0 | 1–4 | —   | 1–0 |
| 4.    | Lazio        | 6 | 1  | 2 | 3 | 9  | 11 | −2 | 5  |                                            | 2–2 | 0–1 | 2–1 | —   |     |

## Egyenes kieséses szakasz
Az egyenes kieséses szakaszban az a 8 csapat vett részt, amelyek a második csoportkör során a saját csoportjuk első két helyének valamelyikén végeztek.
|  | Negyeddöntők        | Negyeddöntők        | Negyeddöntők   | Negyeddöntők   | Negyeddöntők |   |                | Elődöntők      | Elődöntők | Elődöntők | Elődöntők | Elődöntők |  |  | Döntő | Döntő | Döntő |  |
|  |                     |                     |                |                |              |   |                |                |           |           |           |           |  |  |       |       |       |  |
|  | Galatasaray SK      | Galatasaray SK      | 3              | 0              | 3            |   |                |                |           |           |           |           |  |  |       |       |       |  |
|  | Galatasaray SK      | Galatasaray SK      | 3              | 0              | 3            |   |                |                |           |           |           |           |  |  |       |       |       |  |
|  | Real Madrid         | Real Madrid         | 2              | 3              | 5            |   |                |                |           |           |           |           |  |  |       |       |       |  |
|  | Real Madrid         | Real Madrid         | 2              | 3              | 5            |   | Real Madrid    | Real Madrid    | 0         | 1         | 1         |           |  |  |       |       |       |  |
|  |                     |                     |                |                |              |   | Real Madrid    | Real Madrid    | 0         | 1         | 1         |           |  |  |       |       |       |  |
|  |                     |                     | Bayern München | Bayern München | 1            | 2 | 3              |                |           |           |           |           |  |  |       |       |       |  |
|  | Manchester United   | Manchester United   | Bayern München | Bayern München | 1            | 2 | 3              | 0              | 1         | 1         |           |           |  |  |       |       |       |  |
|  | Manchester United   | Manchester United   |                |                |              |   |                |                |           | 1         |           |           |  |  |       |       |       |  |
|  | Bayern München      | Bayern München      | 1              | 2              | 3            |   |                |                |           |           |           |           |  |  |       |       |       |  |
|  | Bayern München      | Bayern München      | 1              | 2              | 3            |   | Bayern München | Bayern München | 1 (5)     |           |           |           |  |  |       |       |       |  |
|  |                     |                     |                |                |              |   |                |                |           |           |           |           |  |  |       |       |       |  |
|  |                     |                     | Valencia CF    | Valencia CF    | 1 (4)        |   |                |                |           |           |           |           |  |  |       |       |       |  |
|  | Leeds United        | Leeds United        | Valencia CF    | Valencia CF    | 1 (4)        | 3 | 0              | 3              |           |           |           |           |  |  |       |       |       |  |
|  | Leeds United        | Leeds United        |                |                |              |   |                | 3              |           |           |           |           |  |  |       |       |       |  |
|  | Deportivo La Coruña | Deportivo La Coruña | 0              | 2              | 2            |   |                |                |           |           |           |           |  |  |       |       |       |  |
|  | Deportivo La Coruña | Deportivo La Coruña | 0              | 2              | 2            |   | Leeds United   | Leeds United   | 0         | 0         | 0         |           |  |  |       |       |       |  |
|  |                     |                     |                |                |              |   | Leeds United   | Leeds United   | 0         | 0         | 0         |           |  |  |       |       |       |  |
|  |                     |                     | Valencia CF    | Valencia CF    | 0            | 3 | 3              |                |           |           |           |           |  |  |       |       |       |  |
|  | Arsenal             | Arsenal             | Valencia CF    | Valencia CF    | 0            | 3 | 3              | 2              | 0         | 2         |           |           |  |  |       |       |       |  |
|  | Arsenal             | Arsenal             |                |                |              |   |                |                |           | 2         |           |           |  |  |       |       |       |  |
|  | Valencia CF (i.g.)  | Valencia CF (i.g.)  | 1              | 1              | 2            |   |                |                |           |           |           |           |  |  |       |       |       |  |

### Negyeddöntők
Az első mérkőzéseket 2001. április 3-án és 4-én, a visszavágókat április 17-én és 18-án játszották.
| 1. csapat         | Össz.Tooltip Aggregate score | 2. csapat           | 1. mérk. | 2. mérk. |
| ----------------- | ---------------------------- | ------------------- | -------- | -------- |
| Leeds United      | 3–2                          | Deportivo La Coruña | 3–0      | 0–2      |
| Arsenal           | 2–2 (i.g.)                   | Valencia CF         | 2–1      | 0–1      |
| Galatasaray       | 3–5                          | Real Madrid         | 3–2      | 0–3      |
| Manchester United | 1–3                          | Bayern München      | 0–1      | 1–2      |

### Elődöntők
Az első mérkőzéseket 2001. május 1-jén és 2-án, a visszavágókat május 8-án és 9-én játszották.
| 1. csapat    | Össz.Tooltip Aggregate score | 2. csapat      | 1. mérk. | 2. mérk. |
| ------------ | ---------------------------- | -------------- | -------- | -------- |
| Leeds United | 0–3                          | Valencia CF    | 0–0      | 0–3      |
| Real Madrid  | 1–3                          | Bayern München | 0–1      | 1–2      |

### Döntő
| 2001. május 23. 20:45 (CEST) |

| Bayern München                                                 | 1–1 (h. u.)                 | Valencia CF                                                    |
| -------------------------------------------------------------- | --------------------------- | -------------------------------------------------------------- |
| Effenberg 51' (11-esből)                                       | (0–1, 1–1, 1–1) Jegyzőkönyv | Mendieta 3' (11-esből)                                         |
| Büntetőpárbaj                                                  |                             |                                                                |
| Sérgio Salihamidžić Zickler Andersson Effenberg Lizarazu Linke | 5–4                         | Mendieta Carew Zahovič Carboni Baraja Kily González Pellegrino |

| San Siro, Milánó Nézőszám: 71 500 Játékvezető: Dick Jol (holland) |

| A 2000–2001-es UEFA-bajnokok ligája győztese |
| -------------------------------------------- |
| Bayern München 4. cím                        |